# Поникве (Огулин)
45°22′ пн. ш. 15°14′ сх. д. / 45.37° пн. ш. 15.23° сх. д.
Поникве (хорв. Ponikve) — населений пункт у Хорватії, у Карловацькій жупанії у складі міста Огулин.

## Населення
Населення за даними перепису 2011 року становило 98 осіб.
Динаміка чисельності населення поселення: